# ایبوکی هارا
ایبوکی هارا (انگلیسی: Ibuki Hara؛ زادهٔ ۳۰ ژوئن ۱۹۹۸) بازیکن فوتبال اهل ژاپن است.